# Aztecacris
Aztecacris es un género de saltamontes perteneciente a la subfamilia Melanoplinae de la familia Acrididae, y está asignado a la tribu Dactylotini. Este género se distribuye en la zona oeste de México.

## Especies
Las siguientes especies pertenecen al género Aztecacris:
- Aztecacris gloriosa (Hebard, 1935)
- Aztecacris laevis (Rehn, 1900)
- Aztecacris variabilis (Rehn, 1904)